# أيام الباب المفتوح

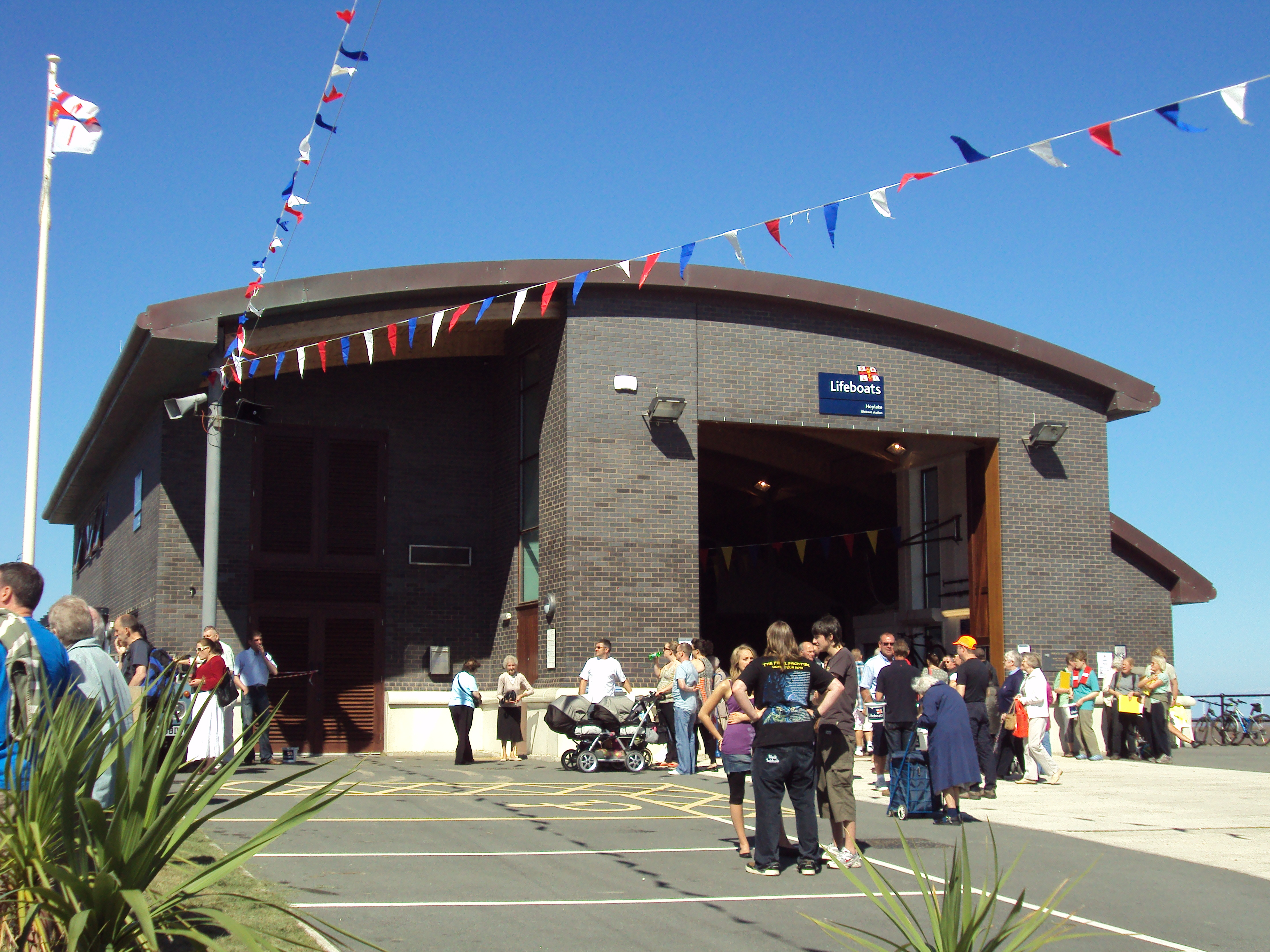

يوم الباب المفتوح هو مناسبة تقوم فيها المؤسسات بفتح أبوابها للعامة، والسّماح لهم بزيارتها وتفحص مرافقها. في يوم الباب المفتوح يُسمح للزوار بالدّخول إلى المباني التي لا تفتح عادةً للعامة، أول يوم مفتوح عُقد في فرنسا عام 1984، وانتشر المفهوم إلى اماكن أُخرى في أوروبا واستراليا وأميريكا الشمالية، وأماكن أخرى غيرها.
يشجع يوم الباب المفتوح الناس لزيارة المواقع المليئة بالتراث وفن العمارة لرؤية ماخلف الأبواب، واللتي نادرًا ما تفتح للناس مجانًا.
يعود أصل هذه المناسبة إلى العام 1990 حين أُختيرت غلاسكو لتكون عاصمة الثقافة الأوروبية .

## يوم التراث المفتوح في إنجلترا
يوم التراث المفتوح تأسس عام 1994؛ للاحتفال بالعمارة والثقافة الإنجليزية، مما يسمح للزوار بدخول إلى المعالم التاريخية التي لا تكون عادةً مفتوحة للزوار، أو تفرض رسوم دخول.

### قائمة أحداث يوم الباب المفتوح في إنجلترا
البيت المفتوح لندن (Open House London)

### يوم الباب المفتوح في اسكتلندا
يتم تنظيم أيام الأبواب المفتوحة من قبل الصندوق الاسكوتلندي المدني. إلى جانب شهر علم الآثار الإسكتلندي [5]، كما أن اسكوتلندا وباقامة مناسبة كهذه تسهم في يوم التراث الأوروبي. وتهدف هذه المبادرة المشتركة بين مجلس أوروبا والاتحاد الأوروبي إلى إعطاء الناس فهماً أكبر لبعضهم البعض من خلال مشاركة التراث الثقافي واستكشافه. كما أن هنالك 49 دولة في جميع أنحاء أوروبا تشارك سنويًا، في شهر سبتمبر.
عندما تم اعلان غلاسكو كمدينة الثقافة الأوروبية في عام 1990، أدار المنظمون حدث اليوم المفتوح، ويرجع الفضل إليه في الترويج لهذا المفهوم ونشره في بلدان أخرى [3]. شجعت شعبيتها مناطق أخرى على المشاركة في العام التالي وتم تنسيقها من قبل الصندوق الاسكوتلندي المدنيي، حيث تقام الأيام المفتوحة الآن في جميع أنحاء اسكتلندا وهذا بفضل فريق متخصص من منسقي المنطقة، حيث يعمل هؤلاء المنسقون في مزيج من المنظمات: المجالس المحلية، والصناديق المدنية، ومنظمات التراث والصناديق الاستئمانية الأثرية.
اسكتلندا هي واحدة من الدول المشاركة القليلة التي يقام فيها الحدث فيكل نهاي أسبوع في شهر سبتمبر، وكل منطقة تختار التاريخ الخاص بها. يشارك الآن أكثر من 900 مبنى. وفي عام 2008، تم إجراء أكثر من 225000 زيارة مما جلب ما مقداره مليوني جنيه إسترليني للاقتصاد الإسكتلندي. وتشير التقديرات إلى أن 5000 متطوع أو أكثر يخصصون وقتهم لإدارة الأنشطة وفتح الأبواب أمام الزوار.
تم تقديم الدعم ليوم الباب المفتوح في عام 2009 من قبل [Homecoming Scotland 2009) [6):وهي مبادرة ااحتفلت بالذكرى الـ 250 لميلاد شاعر اسكتلندا الوطني روبرت بيرنز. حيث تم تمويله من قبل الحكومة الاسكتلندية وجزء من تمويل الاتحاد الأوروبي من خلال صندوق التنمية الإقليمية الأوروبية اللتي كان هدفها هو إشراك الاسكتلنديين، وتحفيز الأشخاص اللذين هم من أصل اسكتلندي وأولئك الذين يحبون اسكتلندا ببساطة؛ للمشاركة في احتفال الثقافة والتراث الإسكتلندي.

## البيت المفتوح في أستراليا
يتم تنظيم أحداث البيت المفتوح-وهو مفهوم مرادف ليوم الباب المفتوح- في أستراليا بالشراكة مع" Open House Worldwide". حيث أُقيم أول حدث للبيت المفتوح في ملبورن في عام 2008. وتبع ذلك بريسبان في عام 2010 وأديلايد وبيرث في عام 2012.

## كندا
بدأ الحدث الأول لليوم المفتوح في كندا عام 2000.

### قائمة أحداث اليوم المفتوح في كندا
يوم الباب المفتوح في نيوفاوندلاند ولابرادور
يوم الباب المفتوح في أوتاوا
يوم الباب المفتوح في تورونتو
يوم الباب المفتوح في ساسكاتون

## الولايات المتحدة الأمريكية

### قائمة أحداث يوم الباب المفتوح في الولايات المتحدة
يوم الباب المفتوح في بالتيمور، عطلة نهاية الأسبوع الأولى من شهر أكتوبر 
يوم الباب المفتوح في بافلو 
يوم الباب المفتوح شيكاغو
يوم الباب المفتوح نيويورك
يوم الباب المفتوح ميلووكي
يوم الباب المفتوح في بيتسبرغ، أول عطلة نهاية أسبوع من شهر أكتوبر 
يوم الباب المفتوح، رود آيلاند